# Scomberomorus plurilineatus
Scomberomorus plurilineatus és una espècie de peix de la família dels escòmbrids i de l'ordre dels perciformes.

## Morfologia
- Els mascles poden assolir els 120 cm de longitud total i els 12,5 kg de pes.
- Nombre de vèrtebres: 45 - 46.[3]

## Alimentació
Menja principalment peixos del gènere Anchoviella, clupeids (Amblygaster, Sardinella fimbriata, Sardinella albella), altres menes de peixos, calamars i crustacis del gènere Stomatopoda.

## Hàbitat
És un peix marí que viu entre 50 i 200 m de fondària.

## Distribució geogràfica
Es troba des de les Seychelles, Kenya i Zanzíbar fins a Sud-àfrica i la costa occidental de Madagascar.